# Pułapka (film 1997)
Pułapka – polski film sensacyjny z 1997 roku w reżyserii Adka Drabińskiego. Film nawiązuje do kina noir.
Plenery: Chicago, Warszawa, Hel, Gdańsk.

## Fabuła
Aktor Maciek (Marek Kondrat), alkoholik i hazardzista, wraca do kraju po wieloletnim pobycie w Ameryce. Nie udało mu się zrobić kariery za oceanem. Liczy na to, że ułoży sobie życie w Polsce. Ma jednak problemy z odnalezieniem się w nowej rzeczywistości po upadku PRL, a kolejne próby powrotu do zawodu kończą się fiaskiem. Przyjmuje pracę w charakterze stróża opuszczonego, leżącego nad morzem domu Edwarda Wilka. Maciek nie wie, że to pułapka. Poznaje tam piękną sąsiadkę, Ewę (Joanna Benda) i wplątuje się w aferę kryminalną.

## Obsada
- Marek Kondrat − Maciek Adamski
- Joanna Benda − Ewa
- Bogusław Linda − Aleksander Szuster
- Leon Niemczyk − komendant
- Dorota Pomykała − Iwona Bąbol, dziewczyna Maćka w Ameryce
- Zbigniew Zamachowski − Robert "Bobek" Burski, menedżer Maćka
- Jerzy Bończak − barman Lesio, kolega Maćka ze studiów
- Piotr Fronczewski − głos Edwarda Wilka
- Andrzej Zieliński − gangster "Baba"
- Cezary Żak − "Mały", człowiek "Baby"
- Piotr Dejmek − Władek, właściciel stacji benzynowej
- Ewa Szykulska − żona Władka
- Maciej Góraj − muzyk Kris Michałowski
- Małgorzata Potocka − dziennikarka telewizyjna poznana w samolocie
- Ewa Sałacka − dziennikarka telewizyjna
- Grzegorz Wons − Januszewicz, reżyser "Tramwaju zwanego pożegnania"
- Katarzyna Bargiełowska − asystentka reżysera "Tramwaju"
- Magdalena Kuta − asystentka reżysera "Tramwaju"
- Paweł Nowisz − mężczyzna na plaży; dubbing: Zbigniew Buczkowski
- Grzegorz Miecugow − dziennikarz "Wiadomości"
- Anita Lipnicka − solistka w nocnym lokalu